# Glace Bay
Glace Bay är en ort i den kanadensiska provinsen Nova Scotias nordvästliga del. Den grundades 1785 och blev 1901 en stad (town). Den 1 augusti 1995 införlivades orten i kommunen Cape Breton Regional Municipality.
Den breder sig ut över 35,15 kvadratkilometer (km2) stor yta och hade en folkmängd på 19 076 personer vid den nationella folkräkningen 2011.
Närliggande orter är Dominion, Reserve Mines och Tower Road.